# SBSカップ 国際ユースサッカー2023
SBSカップ 国際ユースサッカー2023は、静岡県で行われている47回目のSBSカップ 国際ユースサッカーである。日本サッカー協会、静岡県サッカー協会、静岡新聞と静岡放送 (SBS) が主催しエコパハウスが共催する。
本大会はホスト国のU-18サッカー日本代表がU-18サッカー大韓民国代表を招待し、開催地県のU-18サッカー静岡ユースまた参加を辞退したU-18サッカーパラグアイ代表にかえてU-20関東大学選抜を加えた4チームでラウンドロビン方式によって優勝を決定する。

## 主催
- 日本サッカー協会
- 静岡県サッカー協会
- 静岡新聞
- 静岡放送
- エコパハウス（共催）

## 会場
- 草薙総合運動場陸上競技場/静岡市
- 愛鷹広域公園多目的競技場/沼津市
- エコパスタジアム/袋井市

## 出場チーム

### 男子
- U-18サッカー日本代表 (アジアサッカー連盟)
- U-18サッカー大韓民国代表 (アジアサッカー連盟)
- U-18静岡ユース (静岡県サッカー協会)
- U-20関東大学選抜 (関東サッカー協会)*U-18パラグアイ代表が諸事情により不参加のため

### 女子
- U-16静岡選抜
- U-16山梨選抜

## 結果

### 女子

#### エキシビジョンマッチ
時刻は現地時間、日本標準時 (UTC+9)。
| 2023年8月17日 12:02 |

| U-16静岡選抜                                          | 5 - 0    | U-16山梨選抜 |
| 弟子丸 28分 · 松浦 41分, 57分 · 岩田 49分 · 鈴木 62分 | レポート |              |

| 静岡県草薙総合運動場陸上競技場（静岡市） |

### 男子

#### 順位表
| 順位 | チーム名         | 試合数 | 勝 | 分 | 敗 | 得 | 失 | 差 | 勝点 |
| ---- | ---------------- | ------ | -- | -- | -- | -- | -- | -- | ---- |
| 1    | U-20関東大学選抜 | 3      | 1  | 2  | 0  | 6  | 3  | 3  | 7    |
| 2    | U-18日本代表     | 3      | 1  | 1  | 1  | 4  | 3  | 1  | 4    |
| 3    | 静岡ユース       | 3      | 1  | 1  | 1  | 3  | 3  | 0  | 4    |
| 4    | U-18韓国代表     | 3      | 1  | 0  | 2  | 3  | 7  | -4 | 3    |

出典: 静岡放送, 日本サッカー協会

#### 試合日程
時刻はすべて現地時間、日本標準時 (UTC+9)。
| 2023年8月17日 14:55 |

| 静岡ユース          | 0 - 0    | U-20関東大学選抜         |
|                     | レポート |                          |
|                     | PK戦     |                          |
| 舩橋 有村 遠野 伊藤 | 3 - 5    | 鈴木 高足 桑子 前澤 小川 |

| 静岡県草薙総合運動場陸上競技場（静岡市） 観客数: 3,415人 主審: 大橋侑祐 (日本) |

| 2023年8月17日 17:30 |

| 日本 | 0 - 1                         | 韓国      |
|      | レポート (SBS) レポート (JFA) | カン 45分 |

| 静岡県草薙総合運動場陸上競技場（静岡市） 観客数: 4,018人 主審: 高崎航地 (日本) |

| 2023年8月18日 16:00 |

| U-20関東大学選抜                              | 4 - 1    | 韓国      |
| 松永 23分 · 池谷 29分 · 小川 39分 · 小池 80分 | レポート | チョ 34分 |

| 愛鷹広域公園多目的競技場（沼津市) 観客数: 653人 主審: 長峯滉希 (日本) |

| 2023年8月18日 18:30 |

| 静岡ユース | 0 - 2                         | 日本                  |
|            | レポート (SBS) レポート (JFA) | 鈴木 26分 · 中川 44分 |

| 愛鷹広域公園多目的競技場（沼津市） 観客数: 2,325人 主審: 椎野大地 (日本) |

| 2023年8月20日 15:00 |

| 日本                    | 2 - 2                         | U-20関東大学選抜       |
| 桒原 42分 · 塩貝 71分   | レポート (SBS) レポート (JFA) | 松永 17分 · 高橋 19分  |
|                         | PK戦                          |                        |
| 神田奏 梅木 神田拓 鈴木 | 3 - 5                         | 前澤 井野 畑野 池谷 堤 |

| エコパスタジアム（袋井市） 観客数: 2,752人 主審: 高崎航地 (日本) |

| 2023年8月20日 17:30 |

| 静岡ユース                        | 3 - 1    | 韓国    |
| 高田 33分 · 遠野 56分 · 菅原 71分 | レポート | イ 47分 |

| エコパスタジアム（袋井市） 観客数: 2,048人 主審: 大橋侑祐 (日本) |

## ライブ/アーカイブ配信
SBS（静岡放送）のYouTube公式チャンネルSBS（静岡放送）でライブストリーミング配信（無料）と過去の試合のアーカイブ配信を実施。